# Jin Seo-yeon
Jin Seo-yeon (en hangul, 진서연; nacida el 18 de enero de 1983) es una actriz surcoreana.

## Vida personal
Nació el 18 de enero de 1983 como la segunda de tres hermanas. El nombre real de la actriz es Kim Jeong-sun, pero durante su carrera ha utilizado los nombres artísticos de Ha-yoon y Jin Seo-yeon. Estudió en la Universidad Femenina de Dongduk, donde se graduó en Radiodifusión y Entretenimiento.
Se casó en Cheongdam-dong, Seúl, el 23 de abril de 2014 con Lee Chang-won, un diseñador de interiores y director ejecutivo de Mob Creative. Tras la boda se mudó a Alemania por motivos laborales, adonde la actriz lo siguió por un tiempo. Tienen un hijo nacido el 13 de noviembre de 2018.

## Carrera
La actriz firmó en septiembre de 2022 un contrato de representación exclusivo con la agencia Andmarq.
Jin apareció en algunos vídeos musicales desde 2003. También ha sido activa como modelo publicitaria, apareciendo en anuncios de marcas como Pizza Hut, Samsung y Nivea. Su debut como actriz se produjo en 2007, con la película para televisión Eve's Temptation, donde aparece en la parte Good Wife. En ella es In-ae, la esposa de Kim Sang-ho (Ahn Nae-sang), que tiene una aventura con un subordinado del marido.
El papel que la hizo conocida por el público, no solo surcoreano, y supuso un punto de inflexión en su carrera, fue el de la drogadicta Bo-ryeong en Believer. Para William Schwartz (HanCinema), «las escenas con Kim Joo-hyuk y Jin Seo-yeon son los aspectos más destacados de Believer, ya que son actuaciones perfectas». Jin recibió varios premios prestigiosos (Grand Bell y Korean Film Producers Association) como mejor actriz de reparto por este trabajo.
Tras una pausa de dos años, motivada por su maternidad, Jin volvió a televisión en 2020 con la serie de suspenso Tell Me What You Saw. En ella interpreta el papel de Hwang Ha-yeong, jefa de un equipo de investigación policial.
En 2021 su interpretación de Seong-hye, una empresaria de talento que es la hija mayor de una familia chaebol, en la serie One the Woman, le valió el premio a la excelencia para actrices en miniseries en los Premios SBS Drama. Al año siguiente protagonizó el cortometraje Landmine, con el papel de la madre de un niño que pisa una mina mientras cruzan la frontera. Por esta actuación recibió los elogios de la actriz y directora Moon So-ri. Del mismo 2022 es su trabajo en la película de suspenso Limit, donde fue elegida para un personaje positivo, el de una madre que busca por todos los medios a su hijo secuestrado, por expreso deseo del director, que intenta así romper los estereotipos que rodean a la actriz, pues habitualmente se le han asignado personajes de signo contrario.

## Filmografía

### Cine
| Año  | Título                          | Hangul                  | Papel     | Notas                                                     | Ref.          |
| ---- | ------------------------------- | ----------------------- | --------- | --------------------------------------------------------- | ------------- |
| 2007 | Eve's Temptation                | 이브의 유혹 - 좋은 아내 | In-ae     | Filme en cuatro partes para TV (OCN) - parte 2: Good Wife | [ 8 ]         |
| 2008 | Romantic Island                 | 산다라                  | Sandra    |                                                           |               |
| 2012 | Love 911                        | 하윤                    | Ha-yoon   |                                                           |               |
| 2018 | Believer                        | 독전                    | Bo-ryeong |                                                           | [ 16 ] [ 17 ] |
| 2022 | Yaksha: operaciones despiadadas | 야차                    | Ryun-hee  |                                                           | [ 18 ]        |
| 2022 | Landmine                        | 지뢰                    | Madre     | Cortometraje                                              | [ 13 ] [ 19 ] |
| 2022 | Limit                           | 리미트                  | Yeon-joo  |                                                           | [ 14 ] [ 20 ] |
| 2023 | It's Okay!                      | 괜찮아 괜찮아 괜찮아!   | Seol-ah   | Estreno comercial en febrero de 2025                      | [ 21 ] [ 22 ] |

### Series de televisión
| Año     | Título                   | Papel          | Canal | Notas                           | Ref.          |
| ------- | ------------------------ | -------------- | ----- | ------------------------------- | ------------- |
| 2007    | New Heart                | Han Soo-jin    | MBC   |                                 | [ 3 ]         |
| 2008    | Returning Lady           | Mujer          | KBS   | Korean Ghost Stories, 8 - 1 ep. |               |
| 2010    | More Charming By The Day | Ha-yoon        | MBC   |                                 | [ 3 ]         |
| 2011    | Manny                    | Shin Gi-roo    | tvN   |                                 | [ 23 ] [ 24 ] |
| 2012-13 | Amor apasionado          | Kang Moon-hee  | SBS   |                                 | [ 25 ]        |
| 2013    | Empire of Gold           | Jeong Yu-jin   | SBS   |                                 | [ 26 ] [ 27 ] |
| 2013    | Make Your Wish           | Choi Seo-jin   | MBC   | Aparición especial              | [ 28 ]        |
| 2015    | Brilla o enloquece       | Geum Soon      | MBC   |                                 | [ 29 ] [ 30 ] |
| 2015    | Eve's Love               | Jin Hyeon-ah   | MBC   |                                 | [ 31 ]        |
| 2020    | Tell Me What You Saw     | Hwang Ha-young | OCN   |                                 | [ 6 ] [ 10 ]  |
| 2021    | One the Woman            | Han Seong-hye  | SBS   |                                 | [ 11 ] [ 32 ] |
| 2023    | Battle for Happiness     | Song Jung-ah   | ENA   |                                 | [ 33 ] [ 34 ] |

### Teatro
| Año  | Título  | Hangul | Papel   | Notas                                                | Ref.   |
| ---- | ------- | ------ | ------- | ---------------------------------------------------- | ------ |
| 2008 | Closure | 클로져 | Soo-bin | Estrenada el 21 de noviembre en el CJ Agit Daehak-ro | [ 35 ] |

### Vídeos musicales
| Año  | Título de la canción | Hangul    | Artista             | Notas          | Ref.   |
| ---- | -------------------- | --------- | ------------------- | -------------- | ------ |
| 2019 | Love Drunk           | 술이 달다 | Epik High ft. Crush | Con Lee Ji-eun | [ 36 ] |

## Otras actividades

### Sesiones fotográficas
| Año  | Publicación        | Notas        | Ref.   |
| ---- | ------------------ | ------------ | ------ |
| 2020 | Marie Claire Korea | Mes de marzo | [ 37 ] |
| 2022 | The Neighbor       | Mes de julio | [ 38 ] |

## Premios y nominaciones
| Año  | Premio                                       | Categoría                                   | Papel         | Resultado | Ref.          |
| ---- | -------------------------------------------- | ------------------------------------------- | ------------- | --------- | ------------- |
| 2018 | 27th Buil Film Awards                        | Mejor actriz de reparto                     | Believer      | Nominada  | [ 39 ] [ 40 ] |
| 2018 | 55th Grand Bell Awards                       | Mejor actriz de reparto                     | Believer      | Ganadora  | [ 41 ]        |
| 2018 | 2nd The Seoul Awards                         | Mejor actriz de reparto                     | Believer      | Nominada  | [ 42 ]        |
| 2018 | 39th Blue Dragon Film Awards                 | Mejor actriz de reparto                     | Believer      | Nominada  | [ 43 ]        |
| 2018 | 5th Korean Film Producers Association Awards | Mejor actriz de reparto                     | Believer      | Ganadora  | [ 44 ]        |
| 2019 | Baeksang Arts Awards                         | Mejor actriz de reparto                     | Believer      | Nominada  | [ 45 ]        |
| 2019 | Chunsa Film Art Awards                       | Mejor actriz de reparto                     | Believer      | Nominada  | [ 46 ]        |
| 2021 | SBS Drama Awards                             | Premio a la excelencia, actriz en miniserie | One the Woman | Ganadora  | [ 12 ]        |